# Provincia di Laghouat
La provincia di Laghouat (in arabo ولاية الأغواط) è una delle 58 province dell'Algeria, suddivisa in 10 distretti, questi ultimi a loro volta suddivisi in 24 comuni.
Prende il nome dal capoluogo Laghouat. Altre città importanti della provincia sono Aflou, Aïn Madhi, Kourdane e Makhareg.

## Popolazione
La provincia conta 455.602 abitanti, di cui 232.517 di genere maschile e 223.085 di genere femminile, con un tasso di crescita dal 1998 al 2008 del 3.8%.

## Geografia antropica

### Suddivisioni amministrative
La Provincia di Laghouat amministrativamente è divisa in 10 dāʾira.

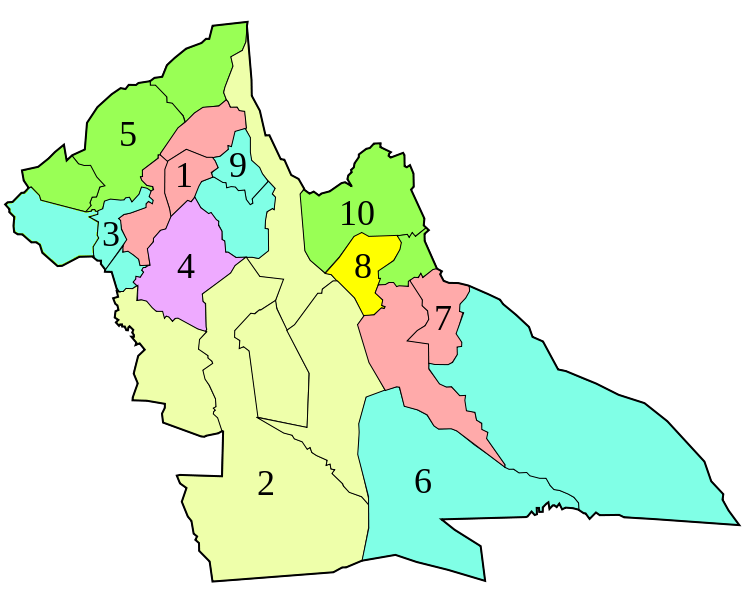
1. Distretto di Aflou•
2. Distretto di Aïn Mahdi•
3. Distretto di Brida•
4. Distretto di El Ghicha•
5. Distretto di Gueltat Sidi Saad•
6. Distretto di Hassi R'Mel•
7. Distretto di Ksar El Hirane•
8. Distretto di Laghouat•
9. Distretto di Oued Morra•
10. Distretto di Sidi Makhlouf•

Nella tabella sono riportati i comuni della Provincia, suddivisi per distretto di appartenenza.
| Distretto                      | Comuni                                                  |
| ------------------------------ | ------------------------------------------------------- |
| Distretto di Aflou             | Aflou · Sebgag · Sidi Bouzid                            |
| Distretto di Aïn Madhi         | Aïn Madhi · Tadjemout · Tadjrouna · El Houaita · Kheneg |
| Distretto di Brida             | Brida · Taouila · Hadj Mechri                           |
| Distretto di El Ghicha         | El Ghicha                                               |
| Distretto di Gueltat Sidi Saad | Gueltat Sidi Saad · Aïn Sidi Ali · Beidha               |
| Distretto di Hassi R'Mel       | Hassi R'Mel · Hassi Delaa                               |
| Distretto di Ksar El Hirane    | Ksar El Hirane · Bennasser Benchohra                    |
| Distretto di Laghouat          | Laghouat                                                |
| Distretto di Oued Morra        | Oued Morra · Oued M'Zi                                  |
| Distretto di Sidi Makhlouf     | Sidi Makhlouf · El Assafia                              |

## Storia del Laghouat

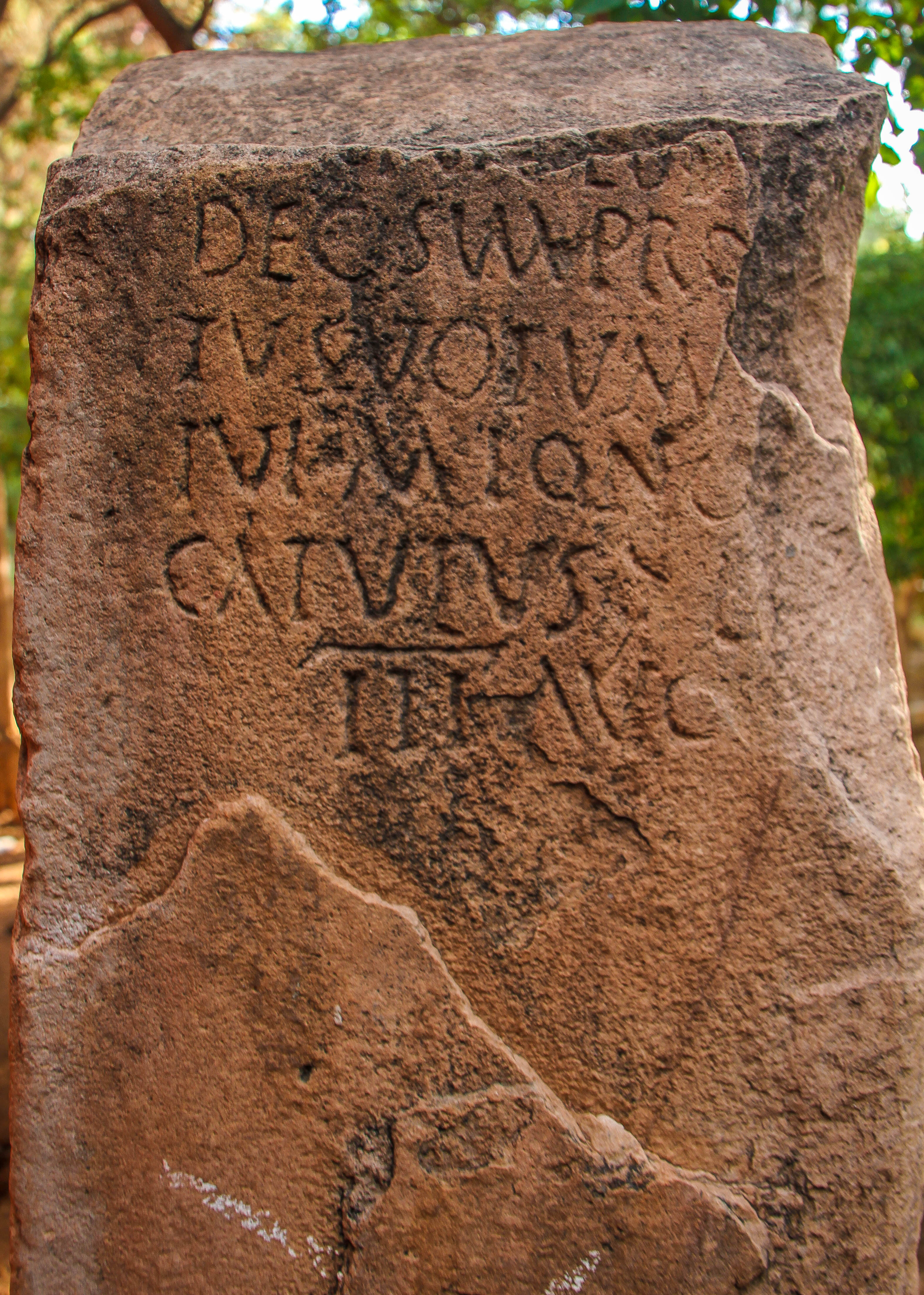
Iscrizione romana di Agueneb

È dimostrato anche da alcuni disegni su pietra risalenti al periodo neolitico, che si estendono tra il 09 e il 06 mila anni aC. Questi monumenti sono distribuiti in numerosi comuni e villaggi che circondano la città, come i monumenti di Sidi Makhlouf, Al-Hassabiya, Al-Maleq, Al-Rakusa, Al-Huwaita.

## Geografia di laghouat

Oued M'zi

Lo stato di Laghouat si trova tra la collina e il deserto ai piedi della catena dell'Atlante sahariano, nelle sue due parti, le montagne dell'Amour a ovest dello stato e le montagne del Nilo Awlad a est. Pertanto, lo stato può essere suddivisa in tre regioni principali:

### atlante del deserto
Si trova nel nord-ovest dello stato, in particolare a nord di Jabal Amour, ed è caratterizzato da un'altitudine compresa tra 1000 e 1700 m sul livello del mare. Possiamo distinguerla in due sottoregioni: gli altipiani a nord e le regioni montuose a sud. Comprende il distretto di Guelta Sidi Saad, il distretto di Aflou, il distretto di Buraidah, il distretto di El Gheisha e il distretto di Wadi Marra. La caratteristica più importante di questa regione è che è una fonte delle valli più importanti dell'Algeria, vale a dire Wadi Chlef attraverso il suo affluente, Wadi Tawil, e Wadi Gedi attraverso il suo affluente Wadi Amzi. Si distingue anche per la presenza delle verdi foreste di dighe

### steppa
Al centro si trovano le steppe, caratterizzate da un'altezza compresa tra i 700 e i 1000 m, dette aree pastorali, poiché contengono numerose piante ed erbe della steppa.Questa zona comprende la maggior parte della copertura vegetale dello stato ad eccezione della verdi foreste di dighe nella zona montuosa. Comprende il distretto di Sidi Makhlouf, il distretto di Laghouat e la parte settentrionale del distretto di Ain Madi

### il deserto
Nella parte meridionale dello stato di Laghouat, comprende quello che è noto come l'altopiano del Sahara e comprende il distretto di Hassi R'Mel, a sud del distretto di Kasr El-Hiran e il sud del distretto di Ain Madi. Si caratterizza per la mancanza di copertura vegetale, in quanto limitata alla pianta dell'harem, fatta eccezione per alcune valli qua e là, che si distinguono per la diversità delle sue piante come Sidra e Battam - il Pistacchio dell'Atlantico - e varie erbe e fiori in primavera.